# カナディアンノース航空
カナディアンノース航空（英：Canadian North）は、カナダ・オンタリオ州に本部を置く航空会社。
カナダ北部を代表する航空会社の一つで、ノースウエスト準州、ヌナビク準州、ヌナブト準州に就航している。

## 歴史

### 創業期
- 1989年に、カナダ北部の地域航空の需要にこたえるため、カナディアン航空の子会社として設立された。
- 2003年に、ホッキョクグマ、真夜中の太陽及びオーロラをモチーフとしてロゴへ変更。
- 2007年6月に、キティクメオト地域のGjoa Haven, Taloyoak, Kugaaruk, and Kugluktukへ就航。
- 2008年4月、ヌナブト準州のキキクタアルク地域（バフィン地域）にある7つの地域へ就航
- 2019年11月1日、ファーストエアーと合併し、IATAコードを5Tに統合した。ファーストエアーで使用していたIATAコードの7FとコールサインFirst Airは廃止となったが、塗装はファーストエアーのものを使用する[1]。
- 2023年5月6日をもって、ボーイング737-200型機の運航を終了[2]。氷/ 砂利滑走路対応のターボプロップ機に置き換えた。

## 保有機材
カナディアン・ノース航空の保有機材の特徴として、氷/砂利滑走路対応の機材を導入していることである。
なお、機材の登録はカナディアン・ノースでの登録から、ファースト・エアーでの登録に変更が進められ、現在は全機がファースト・エアーでの登録となっている

### 運用機材

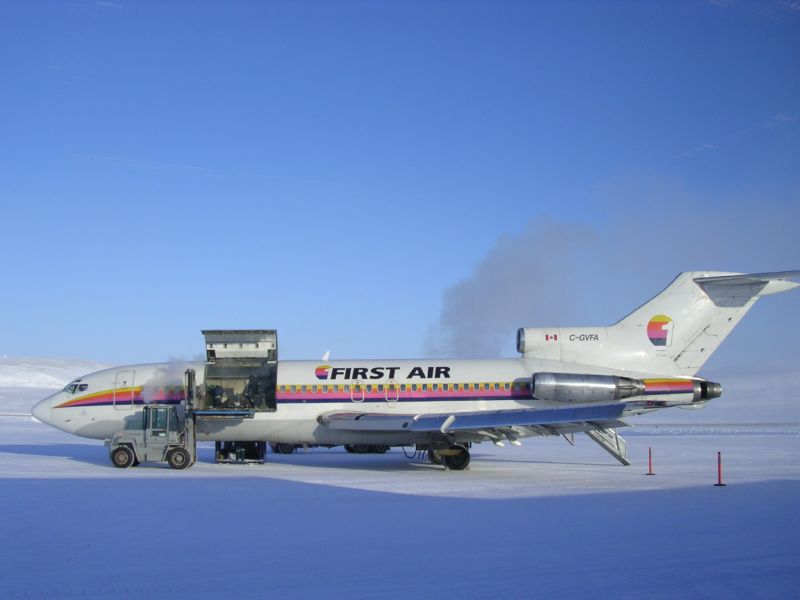
ボーイング727（コンビ機）

| 機種              | 保有数 | 座席数 | 備考                                                               |
| ----------------- | ------ | ------ | ------------------------------------------------------------------ |
| ATR42-300         | 5      | 42     | - 旅客輸送のほか、貨物輸送にも対応 - 氷/砂利滑走路での離着陸が可能 |
| ATR42-320         | 2      | 42     | - 旅客輸送のほか、貨物輸送にも対応 - 氷/砂利滑走路での離着陸が可能 |
| ATR42-500         | 6      | 42     |                                                                    |
| ATR72-500F        | 2      | 貨物   |                                                                    |
| ボーイング737-300 | 5      | 136    | 2機はクイックチェンジ(QC)機で、貨物輸送の場合の定員は80人          |
| ボーイング737-400 | 3      | 156    | 2機はクイックチェンジ(QC)機で、貨物輸送の場合の定員は78人          |
| ボーイング737-700 | 9      | 138    |                                                                    |
| 合計              | 32     |        |                                                                    |

### 引退機材[3]
| 機種                         | 備考             |
| ---------------------------- | ---------------- |
| ボーイング727-100            | 全てコンビ機     |
| ボーイング727-200            |                  |
| ボーイング767-200            | 貨物機のみ       |
| デ・ハビランド・カナダ DHC-6 | 短距離離陸対応機 |
| ダグラスDC-3                 |                  |
| アブロ 748                   | コンビ機         |
| ロッキードC-130              | 貨物機           |
| アエロスパシアル ATR 72      | コンビ機         |

## 就航都市
就航都市は全てカナダ国内線
| 都市               | 州（準州を含む） | 空港                   |
| ------------------ | ---------------- | ---------------------- |
| アークティックベイ | ヌナブト         | アークティックベイ空港 |
| ケンブリッジ・ベイ | ヌナブト         | ケンブリッジ・ベイ空港 |
| ケープドーセット   | ヌナブト         | ケープドーセット空港   |
| クージュアク       | ヌナビク         | クージュアク空港       |
| クライドリバー     | ヌナブト         | クライドリバー空港     |
| エドモントン       | アルバータ       | エドモントン国際空港   |
| フォートシンプソン | ノースウエスト   | フォートシンプソン空港 |
| ゴハヘイブン       | ヌナブト         | ゴハヘイブン空港       |
| ホールビーチ       | ヌナブト         | ホールビーチ空港       |
| ヘイリバー         | ノースウエスト   | ヘイリバー空港         |
| イグルーリック     | ヌナブト         | イグルーリック空港     |
| イヌヴィック       | ノースウエスト   | イヌヴィック空港       |
| イカルイト         | ヌナブト         | イカルイト空港         |
| キミルット         | ヌナブト         | キミルット空港         |
| クガールク         | ヌナブト         | クガールク空港         |
| クグルクトゥク     | ヌナブト         | クグルクトゥク空港     |
| モントリオール     | ケベック         | モントリオール空港     |
| オタワ             | オンタリオ       | オタワ空港             |
| パングニルトゥング | ヌナブト         | パングニルトゥング空港 |
| ポンドインレット   | ヌナブト         | ポンドインレット空港   |
| クィキクタアルク   | ヌナブト         | クィキクタアルク空港   |
| ランキンインレット | ヌナブト         | ランキンインレット空港 |
| レゾリュート       | ヌナブト         | レゾリュートベイ空港   |
| タロヨーク         | ヌナブト         | タロヨーク空港         |
| ノルマンウェールズ | ノースウエスト   | ノルマンウェールズ空港 |
| イエローナイフ     | ノースウエスト   | イエローナイフ空港     |

かつては、オタワ～ボストン間にアブロ748による国際定期便を運航していた。

## 事故
- 1974年、格納庫の火事によりダグラスC-47,デ・ハビランド・カナダDHC-6、DHC-3が全損。[5][6][7]
- 1988年、アブロ748がクラレンス・ロックランド付近に墜落[8]
- 2004年、エドモントンへフェリー中のボーイング737がエドモントン国際空港へ着陸した際、誘導路に誤って着陸。[9]

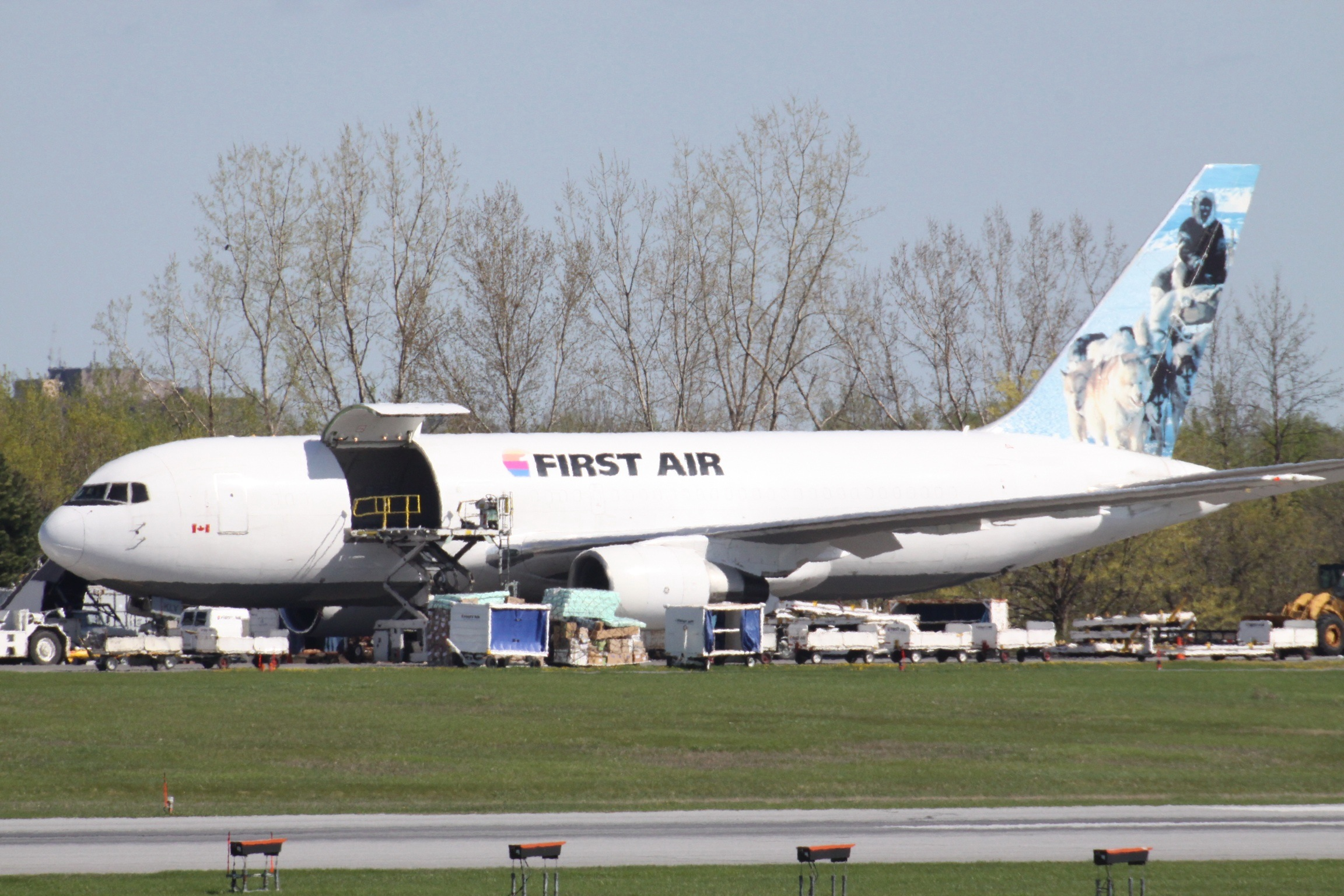
ファーストエア　ボーイング767（退役済）

- 2011年、ファーストエア6560便（ボーイング737-200）がレゾリュートベイ空港へファイナルアプローチ中に墜落。

## 提携航空会社
ファーストエアは以下の航空会社とコードシェア提携を結んでいる。

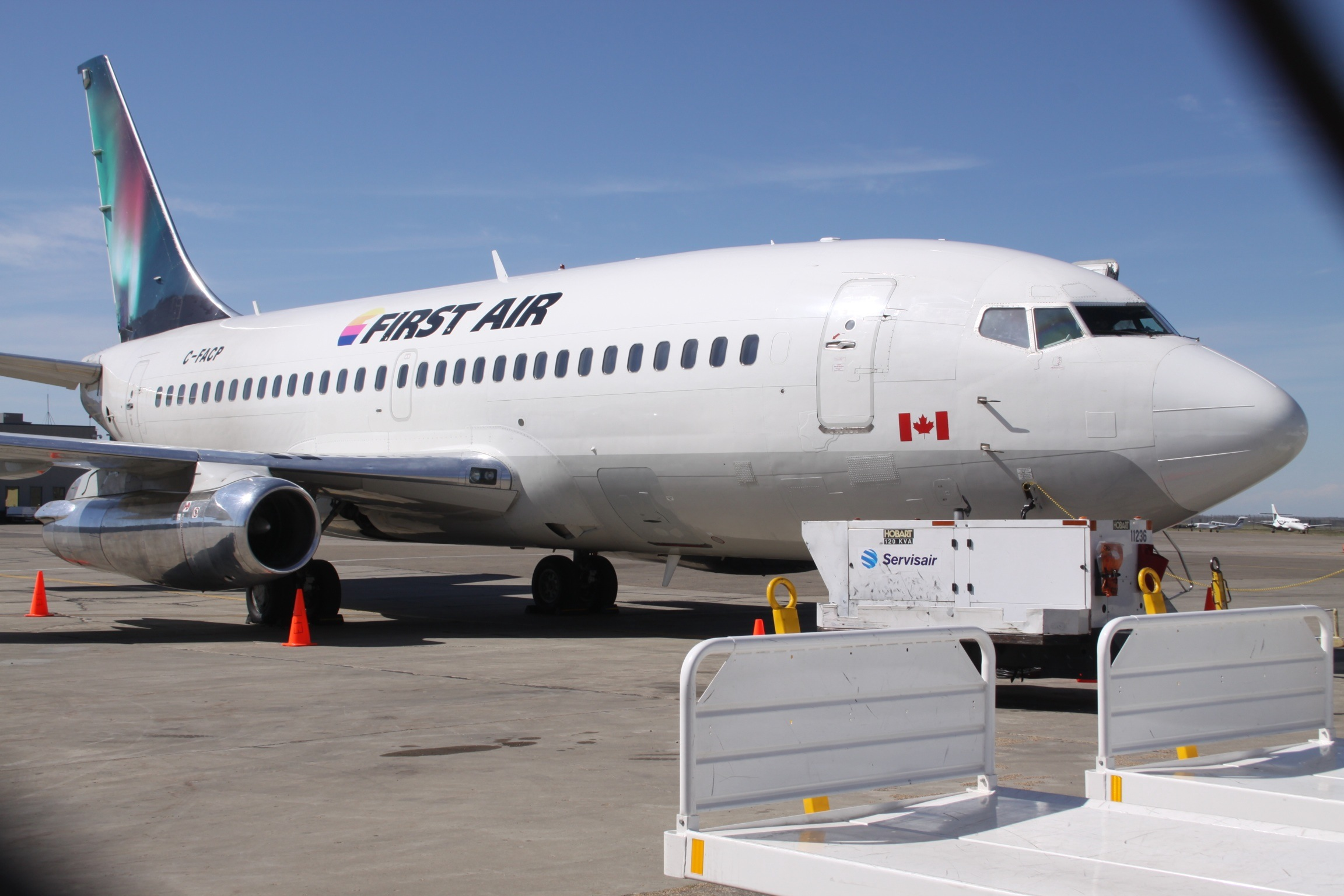
ボーイング737-200（コンビ機）

- エア・グリーンランド[10]
- エア・ノース[11]
- カルムエア[12]

- カナディアン・ノース[13]